# Afroleptomydas opacus
Afroleptomydas opacus is een vliegensoort uit de familie Mydidae. De wetenschappelijke naam van de soort is, geplaatst in het geslacht Leptomydas, voor het eerst geldig gepubliceerd in 1924 door Bezzi.
De soort komt voor in Zuid-Afrika.